# Пигилинская
Пигилинская — деревня в Сямженском районе Вологодской области у впадения реки Мойменьга в Кубену.
Входит в состав Ногинского сельского поселения, с точки зрения административно-территориального деления — в Ногинский сельсовет.
Расстояние по автодороге до районного центра Сямжи — 20,5 км, до центра муниципального образования Ногинской — 20 км. Ближайшие населённые пункты — Чаглотово, Ивановская, Давыдовская.
По переписи 2002 года население — 95 человек (48 мужчин, 47 женщин). Всё население — русские.